# Каркищенко, Николай Николаевич
Никола́й Никола́евич Каркищенко  (род. 1943) — советский и российский ученый-фармаколог, организатор первой в СССР кафедры клинической фармакологии. Член-корреспондент РАМН (2000) и Российской академии наук (2014), академик Российской академии ракетных и артиллерийских наук, действительный член Международной академии астронавтики (Париж), лауреат Государственных премий и наград СССР и РФ. В 1980—1986 гг. — ректор Ростовского ордена Дружбы народов медицинского института, 1986 г. — участник ликвидации аварии на Чернобыльской атомной электростанции (ЧАЭС); в 1986—2013 гг. — заместитель начальника Третьего Главного управления Минздрава СССР; заместитель министра здравоохранения РФ; директор Научного центра биомедицинских технологий (НЦБМТ) РАМН, в настоящее время — научный руководитель НЦБМТ Федерального медико-биологического агентства (ФМБА России), главный редактор научного журнала «Биомедицина»

## Биография
Н. Н. Каркищенко родился в селе Койсуг (в 1959 г. село вошло в состав г. Батайск), что в 10 км от Ростова-на-Дону в грозном 1943 году под грохот и вой снарядов и бомб, в день, когда шли самые кровопролитные бои на Миус-фронте за окончательное освобождение городов и сёл Тихого Дона.
Н. Н. Каркищенко, поступив в 1961 г. Ростовский государственный мединститут (РГМИ) окунулся в исследовательскую работу. Он часто докладывался на конференциях разных городов страны, а на его студенческие работы появились ссылки в отечественных и зарубежных публикациях. Так в книге К. А. Иванова-Муромского «Саморегуляция головного мозга. Кибернетические аспекты теории наркоза», 1971 г. дана высокая оценка студенческих публикаций по логико-математическим описаниям интрацентральных отношений мозга, по словам автора, более совершенных, чем у О.Загера и Дж. Смизиса, авторитетных американских ученых. Был избран в 1963 г. председателем институтского студенческого научного общества, а в 1967 г. членом Совета молодых ученых и специалистов (СМУиС) Ростовской области.
В 1967 г. через полгода после окончания с отличием РГМИ Николай Каркищенко представил и в 1968 г. защитил кандидатскую на тему «К нейродинамике аминазина», а в 1974 г. — докторскую диссертацию на тему «Фармакологический анализ интрацентральных взаимоотношений головного мозга с помощью биогенных аминов и психотропных средств».
В 1976 году он организовал и возглавил первую в СССР кафедру клинической фармакологии, без знаний которой становилась невозможной нострификация дипломов иностранных студентов РГМИ. Им были организованы и регулярно проводились всесоюзные и международные научные конференции, совещания экспертов стран СЭВ по организации клинических испытаний лекарств, внедрению в СССР мировых стандартов GLP, GCP, GMP, школы и семинары молодых ученых по фармакокинетике, проблемам преподавания клинической фармакологии. Для чтения лекций приглашались ведущие зарубежные и отечественные ученые.
В 1978 г. на XVIII съезде комсомола председатель СМУиС Ростовской области Н. Н. Каркищенко был избран членом ЦК ВЛКСМ и стал соруководителем Всесоюзного СМУиС. В том же году был назначен проректором по научной работе РГМИ, сконцентрировав усилия ученых института на внедрении новых научных технологий и переоснащении кафедр института современным оборудованием.
Назначение в 1980 г. профессора Н. Н. Каркищенко ректором Ростовского Ордена Дружбы народов медицинского института (РОДНМИ), самого молодого на тот период руководителя высшего медицинского учебного заведения, привело к смещению определяющих приоритетов и позиций. Главным стало целевое реформирование руководящего состава как кафедр, так и института. Впервые внедрив в РОДНМИ подготовку научно-педагогических кадров через докторантуру, удалось быстро омолодить кадровый состав докторов наук и профессоров. На кафедры офтальмологии, микробиологии, педиатрии, терапии, хирургии, онкологии пришли молодые, перспективные заведующие, создавались новые кафедры на факультете усовершенствования врачей. Был сформирован резерв кадров. На базе продуктивно работающих кафедр были созданы исследовательские группы усиления по 5-10 научных сотрудников. Были реформированы программы подготовки иностранных студентов по педиатрии и лабораторной диагностике, что в дальнейшем было принято Минздравом для всех медицинских ВУЗов страны. По опыту РОДНМИ в стране стали создаваться кафедры клинической фармакологии, а сама специальность вошла во врачебную и научную номенклатуру.
Большая работа, заполнявшая все остающееся от ректорских забот, научных и клинико-фармакологических исследований время, приходилась на руководство Комитетом по здравоохранению и соцобеспечению областного Совета народных депутатов и областного общества «Знание». Приходилось много ездить по медицинским и социальным объектам области, встречаться с врачами, руководителями учреждений и трудящимися, вникать в проблемы, выслушивать просьбы и искать как народному депутату пути их решения. Было нелегко, но это была реальная школа жизни.
В период ректорства Н. Н. Каркищенко развивалась материальная база, начато строительство подготовительного факультета иностранных студентов площадью 10480 м²., построен и введен в действие лечебно-диагностический корпус площадью 14332 м²., с новыми медицинскими технологиями диагностики и лечения. Был в целом расширен клинико-диагностический комплекс РОДНМИ, созданы и оснащены современным отечественным и импортным оборудованием реанимационные и клинико-лабораторные отделения, собственное медицинское училище, межвузовская студенческая поликлиника.
В мае 1986 г. Н. Н. Каркищенко был командирован в зону ликвидации аварии на Чернобыльской АЭС. Награждён медалью «Участник ликвидации последствий аварии ЧАЭС». Это были годы холодной войны между СССР и США, когда участие в оборонных исследованиях стало долгом ученого. Теперь никто не отрицает, что значительная часть инновационных, высокоэффективных лекарственных препаратов и медицинских технологий внедрены в здравоохранение и гражданскую медицину благодаря прорывным достижениям в космических и оборонных отраслях науки, полученным во второй половине XX века. Можно лишь предполагать, сколько ещё невостребованных разработок ждут в закрытых лабораториях всего мира того момента, когда директивные инстанции дадут добро на их использование.
Решением Военно-промышленной комиссии страны Н. Н. Каркищенко был направлен в особо режимное третье Третье Главное управление при Минздраве СССР (ныне Федеральное медико-биологическое агентство — ФМБА России), где возглавил весь блок оборонных медико-биологических научных работ, был назначен руководителем Главной медицинской комиссии по отбору и обеспечению полетов космонавтов. Помимо Байконура участвовал в проведении испытаний в Капустином Яре, Семипалатинском, Лужском и на других полигонах. Н. Н. Каркищенко организовал Институт повышения квалификации для спецконтингентов — врачей и специалистов, где создал и возглавил кафедру клинической фармакологии. В 1990 г. назначен заместителем Министра здравоохранения России по науке, учебным заведениям, кадрам и спецвопросам. В 1997 году организовал Институт новых технологий РАМН, а в 2009 г. создал и возглавил ФГБУН «Научный центр биомедицинских технологий РАМН». После слияния РАН и РАМН распоряжением Правительства Российской Федерации в 2013 г. Научный центр был передан в ФМБА России. Под руководством Н. Н. Каркищенко и при его личном участии созданы и внедрены десятки новых лекарств, в том числе на основе нанотехнологий для защиты космонавтов, подводников, спецконтингентов и гражданского населения от воздействия экстремальных факторов и оружия массового поражения.
Н. Н. Каркищенко — автор основополагающих работ по лекарственной профилактике, фармакологической протекции здорового человека и повышению неспецифической резистентности организма в условиях агрессивной среды. Авторитетный ученый и педагог, он пользуется заслуженным авторитетом и уважением своих коллег, студентов и курсантов. Среди его неоспоримых заслуг крупные научные труды и технологии, внедренные в медицинскую практику и оборонные отрасли, авторитетная научная школа неординарных учеников. Под руководством Н. Н. Каркищенко подготовлены и защищены 46 кандидатских и 13 докторских диссертаций, им опубликовано более 550 научных трудов, в том числе 18 монографий, 12 учебников и 4 руководства, получено более 60 патентов на изобретения.
Он участвует в международном научно-техническом сотрудничестве. Работал по научному обмену в ведущих центрах Италии, Великобритании, Германии, Норвегии. Неоднократно докладывал результаты своих исследований на крупнейших международных форумах в США, ФРГ, ГДР, Венгрии, Чехословакии и других странах. Сам являлся организатором ряда международных конференций в СССР и России.
В 1992 г. на сессии IAA в г Вашингтоне Н. Н. Каркищенко был избран Академиком Международной академии астронавтики, в 1997 г. Академиком Российской академии ракетных и артиллерийских наук, в 2000 г. членом-корреспондентом Российской академии медицинских наук, а в 2014 г. — членом-корреспондентом Российской академии наук. В 2024 г. избран почетным членом Российской академии ракетных и артиллерийских наук.
Женат, имеет двоих детей и двух внуков.
Увлекается классической музыкой, особенно Н. А. Римский-Корсаков, Антонио Вивальди, Георг Фридрих Гендель, английскими вирджиналистами. В молодости увлекался велоспортом и штангой.

## Награды
Удостоен многих наград и премий, в числе которых:
Знак ЦК ВЛКСМ «Трудовая доблесть» — 1975
Премия Ленинского комсомола в области науки и техники за монографию «Фармакология системной деятельности мозга»— 1977
Знак Отличник здравоохранения — 1978
Медаль «Участник ликвидации последствий аварии ЧАЭС» — 1986
Государственная премия СССР в области науки и техники за разработку специальных средств защиты — 1987
Государственная премия СССР в области науки и техники за работу в области специальной техники — 1990
Премия Президиума РАМН в области науки и техники — 1994
Лауреат премии Жукова — 1996 г.
Медаль «За достижения в науке и технике» — 2004
Премия Правительства России в области науки и техники — 2008
Медаль «За заслуги в развитии вооружений и военной техники» — 2010
Орден Почета — 2014
Медаль «За отличие в медицинском обеспечении спортсменов сборных команд России» — 2014
Медаль «За вклад в науку» — 2018
Медаль "За заслуги в укреплении обороноспособности государства" I степени - 2023 
Часть наград и премий получены по закрытому списку.
Отмечен также медалями, почетными знаками грамотами ФМБА России, РАРАН, Главного Управления Вооружений и Главного Разведывательного Управления Генерального штаба Вооруженных сил Российской Федерации, Министерства здравоохранения СССР и Российской Федерации и иных государственных и общественных организаций СССР, Российской Федерации и зарубежных стран.

## Труды
1. Каркищенко Н. Н. Некоторые морфологические изменения головного мозга при действии аминазина в хроническом эксперименте // Фармакология и токсикология, 1968, 2, с.156.
2. Каркищенко Н. Н. Фармакология системной деятельности мозга. Монография, Ростиздат, 1975, 250 с.
3. Каркищенко Н. Н. Нейрохимические основы агрессивного поведения. // Известия СКНЦ ВШ, серия Естественные науки, 1977, № 3, с. 94.
4. Каркищенко Н. Н. Экстраполяция экспериментальных данных на методику испытания лекарственных средств в клинике. // Фармакология и токсикология, 1982, № 3, с. 22-28.
5. Каркищенко Н. Н. Пиримидины — эндогенные анкисолитики? // Известия СКНЦ ВШ. Естественные науки, 1983, № 4, с. 81-85.
6. Karkishchenko N.N. Quantitative aspects of optimal combination of neuropsychotropic agents. // V Simposium klinische pharmacologie, Berlin, 1983.
7. Каркищенко Н. Н., Тараканов А. В. О роли трициклических антидепрессантов в центральной регуляции гипералгезии и стрессанальгезии. // Бюллетень экспериментальной биологической медицины, 1985, № 8,с.193-197.
8. Karkishchenko N.N. Uridine: possible endogenus anxiolytic. // Abstr. of the 6-th General meet. of the Europ. Soc. for neurochemistry: «Molecular basis of neural function», Prague, 1986.
9. Каркищенко Н. Н. К сравнительной оценке эффективности новых методов фармакологичес-кой профилактики болезни движения. // Известия Северо-Кавказского Научного центра высшей школы. Серия Естественные науки, 1986, № 4, с.122-125.
10. Karkishchenko N.N. Clinical pharmacology preventive motion sickness. // Abstr. of 14-th Symp. on din. pharm., Berlin; 1989,p.82.
11. Karkishchenko N.N. The problem of pharmaco-chemical radiation protection of space crew during long turn space flights. // Abstr. of Int. Symp. of Radiat. Protect. Beijing., China, 1989., (E12), p.71.
12. Karkishchenko N.N. Motion sickness or adaptation syndrome in space. 1. Principles protect against space adaptation syndrome. // In: Congress IAF, Dresden: 1990, p. 124—125.
13. Karkishchenko N.N. Motion sickness or adaptation syndrome in space. 2. Clinical and pharmacological aspects. // In: Congress IAF, Dresden: 1990, p. 126—129.
14. Каркищенко Н. Н., Димитриади Н. А. Противоэпилептические средства в комбинированной медикаментозной профилактике болезни движения. // Космическая биология и авиационная медицина, 1991, № 4,с.21-25.
15. Каркищенко Н. Н. Психоунитропизм лекарственных средств. Монография. - М., Медицина, 1993, 360 с.
16. Каркищенко Н. Н. Клиническая и экологическая фармакология в терминах и понятиях. Монография. - М.: IMP-Медицина, 1995. — 302 с.
17. Каркищенко Н. Н. Фармакологические основы терапии. Монография. - М.: IMP-Медицина, 1996, 560 с.
18. Каркищенко Н. Н., Байдак В. И., Головин С. А., Шаклеин А. Ф. Вооружение и защита жизни бойца. Монография. - М., 1997, 562 с.
19. Каркищенко Н. Н.,Хоронько В. В., Сергеева С. А., Каркищенко В. Н. Фармакокинетика. Монография. - Ростов-на-Дону: Феникс, 2001, 320 с.
20. Каркищенко Н. Н. Лекарственная профилактика. Монография. М.: Воентехлит, 2001, 620 с.
21. Каркищенко Н. Н. Лекарственная профилактика новый путь защиты при биотерроризме и биокатастрофах. // Медицинская кафедра, № 4, 2002 г. с. 4-9, 113—120.
22. Каркищенко Н. Н. Основы биомоделирования. Монография. М.: Межакадемическое изд-во ВПК, 2004, 607с.
23. Каркищенко Н. Н. Альтернативы биомедицины. Т.1. Основы биомедицины и фармакомоделирования. — Монография. М.: Изд-во ВПК, 2007, 320 с. Т.2. Классика и альтернативы фармакотоксикологии. — Монография. М.: Изд-во ВПК, 2007, 448 с.
24. Каркищенко Н. Н., Уйба В. В., Каркищенко В. Н. и др. Очерки спортивной фармакологии, том. 1. Векторы экстраполяции. Монография. — М., СПб: «Айсинг», 2014, 288 с. Том 2. Векторы фармакопротекции. Монография. — М., СПб: «Айсинг», 2014, 448 с. Том 3. Векторы фармакорегуляции. Монография. — М., СПб: «Айсинг», 2014, 356 с. Том 4. Векторы энергообеспечения. Монография. — М., СПб: «Айсинг», 2014, 296 с.
25. Каркищенко В. Н., Каркищенко Н. Н., Шустов Е. Б. Фармакологические основы терапии. Тезаурус: руководство. Издание 3-е — новая редакция. — М., СПб: Айсинг, 2018, 288 с.